# Kvalspelet till Europamästerskapet i fotboll för damer 2022 (grupp C)
Kvalspelet till Europamästerskapet i fotboll för damer 2022 (grupp C) spelades från 29 augusti 2019 till februari 2021.

## Tabell
| Nr | Lag        | S | V | O | F | GM | IM | MS  | P  |
| -- | ---------- | - | - | - | - | -- | -- | --- | -- |
| 1  | Norge      | 6 | 6 | 0 | 0 | 34 | 1  | +33 | 18 |
| 2  | Nordirland | 8 | 4 | 2 | 2 | 17 | 17 | 0   | 14 |
| 3  | Wales      | 8 | 4 | 2 | 2 | 16 | 4  | +12 | 14 |
| 4  | Belarus    | 7 | 2 | 0 | 5 | 11 | 15 | −4  | 6  |
| 5  | Färöarna   | 7 | 0 | 0 | 7 | 1  | 42 | −41 | 0  |

## Matcher
|             | 29 augusti 2019 | Färöarna | 0 – 6           | Wales                                                                                        | Tórsvøllur                                            |                                                       |
| 17:00 UTC+1 | 17:00 UTC+1     |          | (0 – 2) Rapport | 4′, 58′ (str.), 79′ Natasha Harding 6′ Emma Jones 67′ (sjm.) Lív Arge 90+3′ Rhiannon Roberts | Tórshavn Publik: 0 Domare: Jelena Pejković (Kroatien) | Tórshavn Publik: 0 Domare: Jelena Pejković (Kroatien) |
| 17:00 UTC+1 | 17:00 UTC+1     |          |                 |                                                                                              | Tórshavn Publik: 0 Domare: Jelena Pejković (Kroatien) | Tórshavn Publik: 0 Domare: Jelena Pejković (Kroatien) |
| 17:00 UTC+1 | 17:00 UTC+1     |          |                 |                                                                                              | Tórshavn Publik: 0 Domare: Jelena Pejković (Kroatien) | Tórshavn Publik: 0 Domare: Jelena Pejković (Kroatien) |

|             | 30 augusti 2019 | Nordirland | 0 – 6           | Norge                                                                        | Seaview                                                    |                                                            |
| 19:45 UTC+1 | 19:45 UTC+1     |            | (0 – 2) Rapport | 4′ Guro Reiten 16′, 63′, 72′ Caroline Graham Hansen 82′, 90′ Amalie Eikeland | Belfast Publik: 1 046 Domare: Veronika Kovarova (Tjeckien) | Belfast Publik: 1 046 Domare: Veronika Kovarova (Tjeckien) |
| 19:45 UTC+1 | 19:45 UTC+1     |            |                 |                                                                              | Belfast Publik: 1 046 Domare: Veronika Kovarova (Tjeckien) | Belfast Publik: 1 046 Domare: Veronika Kovarova (Tjeckien) |
| 19:45 UTC+1 | 19:45 UTC+1     |            |                 |                                                                              | Belfast Publik: 1 046 Domare: Veronika Kovarova (Tjeckien) | Belfast Publik: 1 046 Domare: Veronika Kovarova (Tjeckien) |

|             | 3 september 2019 | Vitryssland                                                                                     | 6 – 0           | Färöarna | Borisov Arena                                               |                                                             |
| 20:00 UTC+3 | 20:00 UTC+3      | Karina Olkhovik 6′, 74′ Anastasia Shcherbachenia 24′, 54′ Anastasiya Kharlanova 77′ (str.), 82′ | (2 – 0) Rapport |          | Barysaŭ Publik: 2 350 Domare: Jelena Jermolajeva (Lettland) | Barysaŭ Publik: 2 350 Domare: Jelena Jermolajeva (Lettland) |
| 20:00 UTC+3 | 20:00 UTC+3      |                                                                                                 |                 |          | Barysaŭ Publik: 2 350 Domare: Jelena Jermolajeva (Lettland) | Barysaŭ Publik: 2 350 Domare: Jelena Jermolajeva (Lettland) |
| 20:00 UTC+3 | 20:00 UTC+3      |                                                                                                 |                 |          | Barysaŭ Publik: 2 350 Domare: Jelena Jermolajeva (Lettland) | Barysaŭ Publik: 2 350 Domare: Jelena Jermolajeva (Lettland) |

|             | 3 september 2019 | Wales                                 | 2 – 2           | Nordirland                            | Rodney Parade                                                        |                                                                      |
| 19:05 UTC+1 | 19:05 UTC+1      | Angharad James 22′ Kayleigh Green 69′ | (1 – 1) Rapport | 11′ Simone Magill 90+4′ Ashley Hutton | Newport Publik: 1 676 Domare: Ainara Andrea Acevedo Dudley (Spanien) | Newport Publik: 1 676 Domare: Ainara Andrea Acevedo Dudley (Spanien) |
| 19:05 UTC+1 | 19:05 UTC+1      |                                       |                 |                                       | Newport Publik: 1 676 Domare: Ainara Andrea Acevedo Dudley (Spanien) | Newport Publik: 1 676 Domare: Ainara Andrea Acevedo Dudley (Spanien) |
| 19:05 UTC+1 | 19:05 UTC+1      |                                       |                 |                                       | Newport Publik: 1 676 Domare: Ainara Andrea Acevedo Dudley (Spanien) | Newport Publik: 1 676 Domare: Ainara Andrea Acevedo Dudley (Spanien) |

|             | 4 oktober 2019 | Vitryssland                  | 1 – 7           | Norge | Borisov Arena                                          |                                                        |
| 18:45 UTC+3 | 18:45 UTC+3    | Anastasia Shcherbachenia 18′ | (1 – 3) Rapport | 36′, 40′ Isabell Herlovsen 45′ Maria Thorisdottir 60′ Guro Reiten 71′, 89′ Caroline Graham Hansen 87′ Lisa-Marie Karlseng Utland | Barysaŭ Publik: 500 Domare: Simona Ghisletta (Schweiz) | Barysaŭ Publik: 500 Domare: Simona Ghisletta (Schweiz) |
| 18:45 UTC+3 | 18:45 UTC+3    |                              |                 | | Barysaŭ Publik: 500 Domare: Simona Ghisletta (Schweiz) | Barysaŭ Publik: 500 Domare: Simona Ghisletta (Schweiz) |
| 18:45 UTC+3 | 18:45 UTC+3    |                              |                 | | Barysaŭ Publik: 500 Domare: Simona Ghisletta (Schweiz) | Barysaŭ Publik: 500 Domare: Simona Ghisletta (Schweiz) |

|             | 8 oktober 2019 | Färöarna | 00 – 13         | Norge | Tórsvøllur                                             |                                                        |
| 17:00 UTC+1 | 17:00 UTC+1    |          | (0 – 4) Rapport | 8′ Lisa-Marie Karlseng Utland 23′ (str.), 40′, 52′ Caroline Graham Hansen 36′ Amalie Eikeland 53′, 66′, 77′ Isabell Herlovsen 60′ Karina Sævik 63′, 76′ Ingrid Syrstad Engen 65′ Frida Maanum 87′ Elise Thorsnes | Tórshavn Publik: 361 Domare: Galiya Echeva (Bulgarien) | Tórshavn Publik: 361 Domare: Galiya Echeva (Bulgarien) |
| 17:00 UTC+1 | 17:00 UTC+1    |          |                 | | Tórshavn Publik: 361 Domare: Galiya Echeva (Bulgarien) | Tórshavn Publik: 361 Domare: Galiya Echeva (Bulgarien) |
| 17:00 UTC+1 | 17:00 UTC+1    |          |                 | | Tórshavn Publik: 361 Domare: Galiya Echeva (Bulgarien) | Tórshavn Publik: 361 Domare: Galiya Echeva (Bulgarien) |

|             | 8 oktober 2019 | Vitryssland | 0 – 1           | Wales           | Borisov Arena                                         |                                                       |
| 19:00 UTC+3 | 19:00 UTC+3    |             | (0 – 0) Rapport | 82′ Rachel Rowe | Barysaŭ Publik: 300 Domare: Tanja Subotič (Slovenien) | Barysaŭ Publik: 300 Domare: Tanja Subotič (Slovenien) |
| 19:00 UTC+3 | 19:00 UTC+3    |             |                 |                 | Barysaŭ Publik: 300 Domare: Tanja Subotič (Slovenien) | Barysaŭ Publik: 300 Domare: Tanja Subotič (Slovenien) |
| 19:00 UTC+3 | 19:00 UTC+3    |             |                 |                 | Barysaŭ Publik: 300 Domare: Tanja Subotič (Slovenien) | Barysaŭ Publik: 300 Domare: Tanja Subotič (Slovenien) |

|             | 8 november 2019 | Norge | 6 – 0           | Nordirland | Viking Stadion                                           |                                                          |
| 18:00 UTC+1 | 18:00 UTC+1     | Lisa-Marie Karlseng Utland 3′, 12′ Guro Reiten 51′ Ingrid Syrstad Engen 53′ Caroline Graham Hansen 70′, 90+2′ | (2 – 0) Rapport |            | Stavanger Publik: 6 709 Domare: Melis Özçiğdem (Turkiet) | Stavanger Publik: 6 709 Domare: Melis Özçiğdem (Turkiet) |
| 18:00 UTC+1 | 18:00 UTC+1     | |                 |            | Stavanger Publik: 6 709 Domare: Melis Özçiğdem (Turkiet) | Stavanger Publik: 6 709 Domare: Melis Özçiğdem (Turkiet) |
| 18:00 UTC+1 | 18:00 UTC+1     | |                 |            | Stavanger Publik: 6 709 Domare: Melis Özçiğdem (Turkiet) | Stavanger Publik: 6 709 Domare: Melis Özçiğdem (Turkiet) |

|             | 12 november 2019 | Nordirland | 0 – 0   | Wales | Seaview                                                  |                                                          |
| 19:45 UTC±0 | 19:45 UTC±0      |            | Rapport |       | Belfast Publik: 1 177 Domare: Karoline Wacker (Tyskland) | Belfast Publik: 1 177 Domare: Karoline Wacker (Tyskland) |
| 19:45 UTC±0 | 19:45 UTC±0      |            |         |       | Belfast Publik: 1 177 Domare: Karoline Wacker (Tyskland) | Belfast Publik: 1 177 Domare: Karoline Wacker (Tyskland) |
| 19:45 UTC±0 | 19:45 UTC±0      |            |         |       | Belfast Publik: 1 177 Domare: Karoline Wacker (Tyskland) | Belfast Publik: 1 177 Domare: Karoline Wacker (Tyskland) |

|             | 18 september 2020 | Färöarna | 0 – 6           | Nordirland                                                                           | Tórsvøllur                                      |                                                 |
| 17:00 UTC+1 | 17:00 UTC+1       |          | (0 – 4) Rapport | 19′ Rachel Furness 24′, 90′ Simone Magill 27′, 56′ Lauren Wade 38′ Kirsty McGuinness | Torshavn Domare: Graziella Pirriatore (Italien) | Torshavn Domare: Graziella Pirriatore (Italien) |
| 17:00 UTC+1 | 17:00 UTC+1       |          |                 |                                                                                      | Torshavn Domare: Graziella Pirriatore (Italien) | Torshavn Domare: Graziella Pirriatore (Italien) |
| 17:00 UTC+1 | 17:00 UTC+1       |          |                 |                                                                                      | Torshavn Domare: Graziella Pirriatore (Italien) | Torshavn Domare: Graziella Pirriatore (Italien) |

|             | 22 september 2020 | Norge           | 1 – 0           | Wales | Ullevaal Stadion                         |                                          |
| 18:00 UTC+2 | 18:00 UTC+2       | Guro Reiten 29′ | (1 – 0) Rapport |       | Oslo Domare: Petra Pavlíková (Slovakien) | Oslo Domare: Petra Pavlíková (Slovakien) |
| 18:00 UTC+2 | 18:00 UTC+2       |                 |                 |       | Oslo Domare: Petra Pavlíková (Slovakien) | Oslo Domare: Petra Pavlíková (Slovakien) |
| 18:00 UTC+2 | 18:00 UTC+2       |                 |                 |       | Oslo Domare: Petra Pavlíková (Slovakien) | Oslo Domare: Petra Pavlíková (Slovakien) |

|             | 22 september 2020 | Färöarna | 0 – 2           | Vitryssland                                   | Tórsvøllur                                  |                                             |
| 17:00 UTC+1 | 17:00 UTC+1       |          | (0 – 0) Rapport | 56′ Anastasiya Shlapakova 79′ Karina Olkhovik | Torshavn Domare: Abigail Marriott (England) | Torshavn Domare: Abigail Marriott (England) |
| 17:00 UTC+1 | 17:00 UTC+1       |          |                 |                                               | Torshavn Domare: Abigail Marriott (England) | Torshavn Domare: Abigail Marriott (England) |
| 17:00 UTC+1 | 17:00 UTC+1       |          |                 |                                               | Torshavn Domare: Abigail Marriott (England) | Torshavn Domare: Abigail Marriott (England) |

|             | 22 oktober 2020 | Wales                                                    | 4 – 0           | Färöarna | Rodney Parade                              |                                            |
| 16:30 UTC+1 | 16:30 UTC+1     | Helen Ward 33′ Natasha Harding 58′, 61′ Lily Woodham 67′ | (1 – 0) Rapport |          | Newport Domare: Bríet Bragadóttir (Island) | Newport Domare: Bríet Bragadóttir (Island) |
| 16:30 UTC+1 | 16:30 UTC+1     |                                                          |                 |          | Newport Domare: Bríet Bragadóttir (Island) | Newport Domare: Bríet Bragadóttir (Island) |
| 16:30 UTC+1 | 16:30 UTC+1     |                                                          |                 |          | Newport Domare: Bríet Bragadóttir (Island) | Newport Domare: Bríet Bragadóttir (Island) |

|             | 27 oktober 2020 | Wales | 0 – 1           | Norge            | Cardiff City Stadium                        |                                             |
| 16:30 UTC±0 | 16:30 UTC±0     |       | (0 – 0) Rapport | 61′ Frida Maanum | Cardiff Domare: Marta Frías Acedo (Spanien) | Cardiff Domare: Marta Frías Acedo (Spanien) |
| 16:30 UTC±0 | 16:30 UTC±0     |       |                 |                  | Cardiff Domare: Marta Frías Acedo (Spanien) | Cardiff Domare: Marta Frías Acedo (Spanien) |
| 16:30 UTC±0 | 16:30 UTC±0     |       |                 |                  | Cardiff Domare: Marta Frías Acedo (Spanien) | Cardiff Domare: Marta Frías Acedo (Spanien) |

|             | 27 oktober 2020 | Belarus | 0 – 1           | Nordirland         | Dinamostadion                                    |                                                  |
| 19:00 UTC+2 | 19:00 UTC+2     |         | (0 – 1) Rapport | 42′ Rachel Furness | Minsk Domare: Zulema González González (Spanien) | Minsk Domare: Zulema González González (Spanien) |
| 19:00 UTC+2 | 19:00 UTC+2     |         |                 |                    | Minsk Domare: Zulema González González (Spanien) | Minsk Domare: Zulema González González (Spanien) |
| 19:00 UTC+2 | 19:00 UTC+2     |         |                 |                    | Minsk Domare: Zulema González González (Spanien) | Minsk Domare: Zulema González González (Spanien) |

|             | 26 november 2020 | Norge | Inställd | Färöarna | Marienlyst Stadion                         |                                            |
| 20:00 UTC+1 | 20:00 UTC+1      |       | Rapport  |          | Drammen Domare: Karoline Wacker (Tyskland) | Drammen Domare: Karoline Wacker (Tyskland) |
| 20:00 UTC+1 | 20:00 UTC+1      |       |          |          | Drammen Domare: Karoline Wacker (Tyskland) | Drammen Domare: Karoline Wacker (Tyskland) |
| 20:00 UTC+1 | 20:00 UTC+1      |       |          |          | Drammen Domare: Karoline Wacker (Tyskland) | Drammen Domare: Karoline Wacker (Tyskland) |

|             | 27 november 2020 | Nordirland                                                                    | 3 – 2           | Belarus                           | Seaview                                    |                                            |
| 19:00 UTC±0 | 19:00 UTC±0      | Kirsty McGuinness 2′ Rachel Furness 61′ (str.) Natalia Voskobovich 70′ (sjm.) | (1 – 1) Rapport | 16′, 67′ Anastasia Shcherbachenia | Belfast Domare: Silvia Domingos (Portugal) | Belfast Domare: Silvia Domingos (Portugal) |
| 19:00 UTC±0 | 19:00 UTC±0      |                                                                               |                 |                                   | Belfast Domare: Silvia Domingos (Portugal) | Belfast Domare: Silvia Domingos (Portugal) |
| 19:00 UTC±0 | 19:00 UTC±0      |                                                                               |                 |                                   | Belfast Domare: Silvia Domingos (Portugal) | Belfast Domare: Silvia Domingos (Portugal) |

|             | 1 december 2020 | Nordirland | 5 – 1           | Färöarna                         | Seaview                                       |                                               |
| 19:00 UTC±0 | 19:00 UTC±0     | Rachel Furness 6′ Kirsty McGuinness 27′ Chloe McCarron 56′ Caitlin McGuinness 77′ Jacoba Langgaard 88′ (sjm.) | (2 – 1) Rapport | 4′ Jensa Kannuberg Tórolvsdóttir | Belfast Domare: Hristiyana Guteva (Bulgarien) | Belfast Domare: Hristiyana Guteva (Bulgarien) |
| 19:00 UTC±0 | 19:00 UTC±0     | |                 |                                  | Belfast Domare: Hristiyana Guteva (Bulgarien) | Belfast Domare: Hristiyana Guteva (Bulgarien) |
| 19:00 UTC±0 | 19:00 UTC±0     | |                 |                                  | Belfast Domare: Hristiyana Guteva (Bulgarien) | Belfast Domare: Hristiyana Guteva (Bulgarien) |

|             | 1 december 2020 | Wales                                                           | 3 – 0           | Belarus | Rodney Parade                                 |                                               |
| 19:00 UTC±0 | 19:00 UTC±0     | Natasha Harding 15′ Rachel Rowe 34′ Jessica Fishlock 72′ (str.) | (2 – 0) Rapport |         | Newport Domare: Désirée Grundbacher (Schweiz) | Newport Domare: Désirée Grundbacher (Schweiz) |
| 19:00 UTC±0 | 19:00 UTC±0     |                                                                 |                 |         | Newport Domare: Désirée Grundbacher (Schweiz) | Newport Domare: Désirée Grundbacher (Schweiz) |
| 19:00 UTC±0 | 19:00 UTC±0     |                                                                 |                 |         | Newport Domare: Désirée Grundbacher (Schweiz) | Newport Domare: Désirée Grundbacher (Schweiz) |

|             | februari 2021 | Norge | Inställd | Belarus | Ullevaal Stadion                                  |                                                   |
| 18:00 UTC+1 | 18:00 UTC+1   |       | Rapport  |         | Oslo Domare: Justina Lavrenovaitė-Perez (Litauen) | Oslo Domare: Justina Lavrenovaitė-Perez (Litauen) |
| 18:00 UTC+1 | 18:00 UTC+1   |       |          |         | Oslo Domare: Justina Lavrenovaitė-Perez (Litauen) | Oslo Domare: Justina Lavrenovaitė-Perez (Litauen) |
| 18:00 UTC+1 | 18:00 UTC+1   |       |          |         | Oslo Domare: Justina Lavrenovaitė-Perez (Litauen) | Oslo Domare: Justina Lavrenovaitė-Perez (Litauen) |

## Anmärkningslista
1. 1 2 3 4 5 6 7 8  Alla matcher var ursprungligen planerade att spelas under april och juni 2020 men fick skjutas upp på grund av coronavirusutbrottet.